# سرود چندصدایی

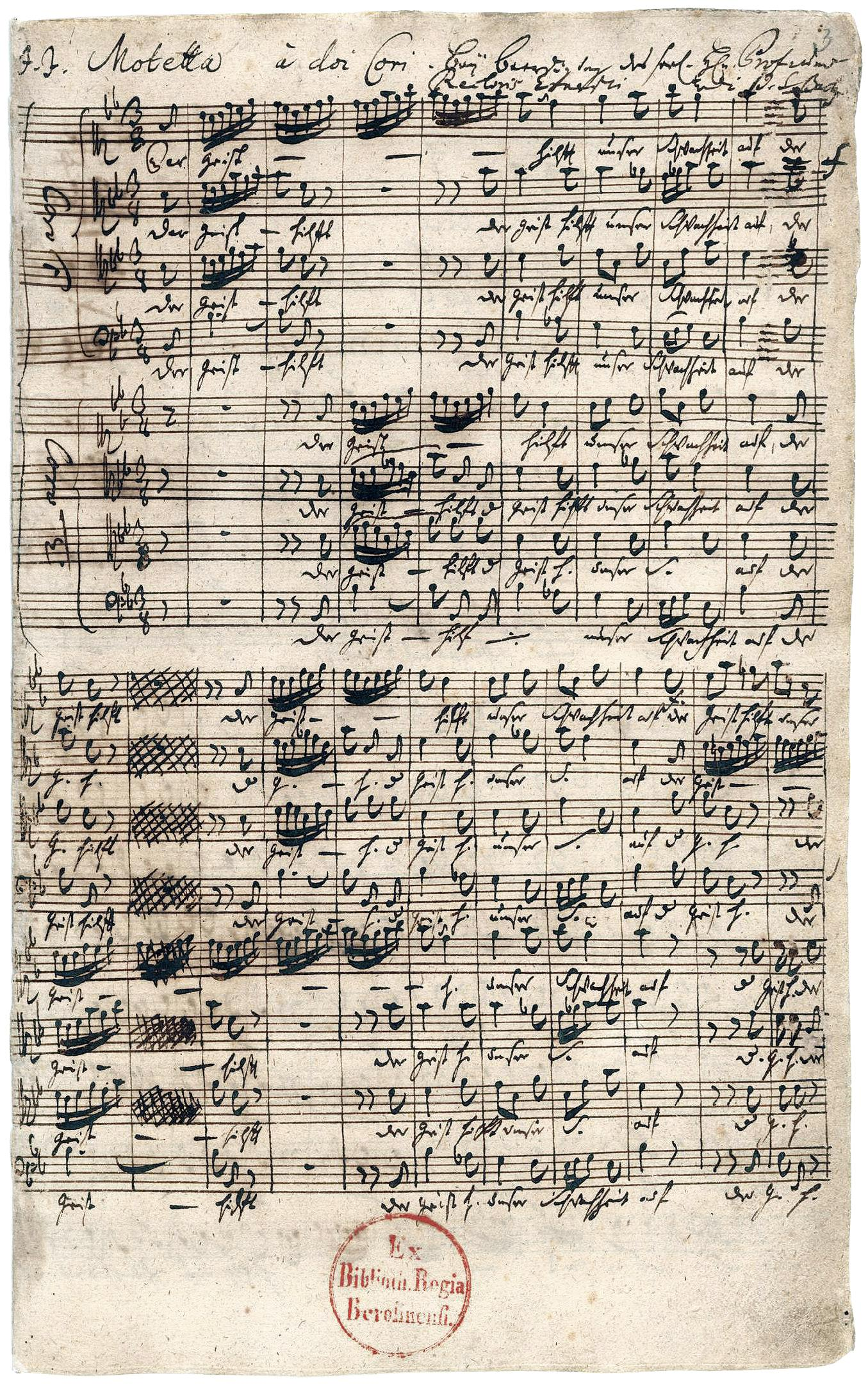
صفحه اول از نسخه خطی موتت دوران موسیقی باروک جی اس باخ، با عنوان Der Geist hilft unser Schwachheit auf (BWV226)

سرود چندصدایی (انگلیسی: Motet) یا موتت در موسیقی کلاسیک غربی، عمدتاً یک ترکیب موسیقی آوازی است، با فرم و سبک بسیار متنوع، از موسیقی بلند قرون وسطایی تا به امروز. موتت یکی از اشکال برجسته چندصدایی موسیقی رنسانس بود. به گفته مارگارت بنت ، «یک قطعه موسیقی در چندین بخش با کلمات» به همان اندازه که از قرن سیزدهم تا اواخر قرن شانزدهم و پس از آن به کار خواهد رفت، تعریف دقیقی از موتت است. یوهانس دو گروچئو، نظریه‌پرداز اواخر قرن سیزدهم، معتقد بود که این موته نباید در حضور مردم عادی اجرا شود، زیرا آنها متوجه ظرافت آن نمی‌شوند و از شنیدن آن لذت نمی‌برند، بلکه در حضور افراد تحصیل کرده و از کسانی که به دنبال ظرافت در هنر هستند باید تجلیل شود».
موتت و مس (Maas) دو فرم اصلی موسیقی مذهبی دوره رنسانس و از نظر سبک مشابه اند. اما مس اثر طولانی تری است. موتت دوره رنسانس، اثری پلی فونیک و کرال مبتنی بر یک متن مقدس لاتین است و با متن‌های مورد استفاده در مس تفاوت دارد. یکی از آهنگسازان این دوره به نام ژوسکن د پره (Jodquin Desprez) در ساخت موتت بسیار توانا بود.